# Коцевя-Дужа
Коцевя-Дужа (пол. Kocewia Duża) — село в Польщі, у гміні Ходув Кольського повіту Великопольського воєводства.
Населення — 104 особи (2011).
У 1975—1998 роках село належало до Конінського воєводства.

## Демографія
Демографічна структура станом на 31 березня 2011 року:
|          | Загалом | Допрацездатний вік | Працездатний вік | Постпрацездатний вік |
| -------- | ------- | ------------------ | ---------------- | -------------------- |
| Чоловіки | 53      | 6                  | 34               | 13                   |
| Жінки    | 51      | 15                 | 23               | 13                   |
| Разом    | 104     | 21                 | 57               | 26                   |